# IPhone OS 2
iPhone OS 2是Apple Inc.開發的iOS移動操作系統的第二個主要版本，是iPhone OS 1的繼承者。它是第一個通過App Store支持第三方應用程序的iOS版本。 iPhone OS 2.2.1是iPhone OS 2的最終版本。它於2009年6月17日由iPhone OS 3繼承。
隨著iPhone 3G的發布，iPhone OS 2.0於2008年7月11日上市。 運行1.x的設備可升級到此版本。 此版本的iOS引入了App Store，使第三方應用程序可用於iPhone和iPod Touch。 在iPhone OS 2.0公開發布之前，Apple舉行了一場主題演講，向開發者宣布iPhone OS軟件開發套件。原本iPhone OS 2是iPhone OS 1的1.2更新。

## 應用程式
| - 訊息 - YouTube - 時鐘 - iTunes - 行事曆 | - 股市 - App Store - 相片 - 地圖 - 備忘錄 | - 相機 - 天氣 - 設定 - 影片（只在iPod Touch） |

### Dock
| - 電話 | - 郵件 | - Safari | - 音樂 |

## 新特性

### App Store
iPhone OS 2最顯著的特點是App Store。 在引入此功能之前，在設備上安裝自定義應用程序的唯一方法是通過越獄，這是強烈勸阻並且不受Apple支持。 在App Store推出時，有500個應用程序可供下載，但此後這一數量已大幅增長。 現在，截至2016年，App Store擁有超過200萬個應用程序。

### 郵件
Mail應用程序進行了改造，具有提供始終開啟功能的推送電子郵件。 它還支持Microsoft Office附件以及iWork附件。 其他新功能包括支持密送，多個電子郵件刪除以及選擇外發電子郵件的功能。

### 通訊錄
通訊錄應用程序現在有一個新的主屏幕圖標，僅在iPod Touch上可用。 除了發布之外，還能夠逐個搜索聯繫人，以及SIM聯繫人導入功能。

### 地圖
iPhone OS 2.2軟件更新中的地圖應用程序添加了新功能。 添加的功能包括谷歌街景，公共交通和步行時的方向，以及顯示掉針地址的功能。

### 計數機
當設備處於橫向模式時，計算器應用程序會顯示科學計算器。 此外，應用程序圖標也會更新。

### 設定
設置現在能夠在飛行模式下重新打開Wifi，以及在應用程序中打開/關閉位置服務的功能。

## 評價
iMore的人Rene Ritchie表示，總體而言，iPhone固件2.0是一項令人驚嘆的成就，它真正讓iPhone與Apple II和Mac相提並論，成為現代技術的偉大革命之一。 它超越了簡單的手機+ iPod，甚至智能手機，使其成為下一次計算大轉變的主要競爭者。 然而，他們批評它存在穩定性問題和整體低迷。 Macworld說，iPhone OS 2.0軟件充滿了你期望從第二代Apple產品中獲得的那種改進。 iPhone操作系統仍然不完美，我們希望蘋果公司能夠解決一些揮之不去的缺點，但對於已經可以說是市場上最好的移動平台而言，它是一個值得歡迎的升級版。

## iPod Touch價格
iPod Touch用戶的iPhone OS 2售價9.95美元，這對iPhone用戶來說是免費的。

## 版本歷史
|  | 历史版本 |  | 目前版本 |  | Beta |

| 版本  | 版本詳情         | 組建        | 日期                 |
| ----- | ---------------- | ----------- | -------------------- |
| 2.0   | Beta 1           | 5A147p      | 2008年3月6日         |
| 2.0   | Beta 2           | 5A225c      | 2008年3月27日        |
| 2.0   | Beta 3           | 5A240d      | 2008年4月8日         |
| 2.0   | Beta 4           | 5A258f      | 2008年4月23日        |
| 2.0   | Golden Master    | 5A345       |                      |
| 2.0   | 正式版           | 5A347       | 2008年6月26日        |
| 2.0.1 | 正式版           | 5B108       | 2008年8月4日         |
| 2.0.2 | 正式版           | 5C1         | 2008年8月18日        |
| 2.1   | 正式版           | 5F136       | 2008年9月12日        |
| 2.1.1 | 正式版           | 5F137/5F138 | 僅預裝於iPod Touch 2 |
| 2.2   | Developer Beta 1 |             | 2008年9月26日        |
| 2.2   | Developer Beta 2 |             | 2008年10月20日       |
| 2.2   | 正式版           | 5G77/5G77a  | 2008年11月21日       |
| 2.2.1 | 正式版           | 5H11/5H11a  | 2009年1月27日        |

## 支援裝置
| iPhone - iPhone (第一代) - iPhone 3G | iPod Touch - iPod Touch (第一代) - iPod Touch (第二代) |

## 外部連結
- iPhone OS 2，存档于（存檔日期 2008-09-12）